# Хуалонг један
Хуалонг један (кинески: 华龙一号; пинјин: Huálóng yī hào; енг. China Dragon №1) je технологија нуклеарне енергије треће генерације, и кинеска серија нуклеарних реактора са водом под притиском нето снаге од 1000 МВ, који изворно произлази из дизајна Фраматоме са 3 петље М310, ка ЦПР-1000, реактору са активном и пасивном сигурношћу. На овим основама саграђена је првa кинеске нуклеарне електране Нуклеарна јединица број 5 која се налази у граду Фућинг. Након завршетка вишемесечног пробног рада, 30. јануара 2021. године у овом реактору кренуло се са производњом електричне енергије у комерцијалне сврхе.

## Историја
Изградња нуклеарног реактора „Хуалонг један” као једна од шест планираних јединица, званично је почела  са радом 7. маја 2015. године, а успешно је повезан са мрежом 27. новембра 2020. године. 
Нуклеарна јединица 5 је 29. јануара 2021. године завршила 168-часовну процену непрекидног рада пуном снагом и званично је пуштена у комерцијални погон 30. јануара 2021.
У периоду од 2015. до 2020. године у њеном оспособљавању учествовало је:
- на хиљаде истраживачких и развојних тимова,
- преко 5.300 добављача опреме,
- преко 200.000 људи у изградњи пројекта.

## Локација
У Кини, Хуалонг један ће по први пут бити примењен у нуклеарној електрани Фућинг (блокови 5 и 6) и у нуклеарној електрани Фангченгганг (блокови 3 и 4); изградња првог блока започета је у мају 2015. Топла проба је завршен у марту 2020, а централа је пуштена у рад 27. новембра 2020. Изградња Хуалонга један планирана је и за:
- НЕ Џангџоу (изградња блока 1 почела је у октобру 2019,[5]  а блок 2. септембра 2020),[6]
- НЕ Хуиџоу Таипинглинг (где је изградња блока 1 почела у децембру 2019),[7]
- НЕ Чангјианг (блокови 3 и 4)
- НЕ Сан'ао (јединице 1 и 2).[8]

| Ознака         | Провинција | Нето снага | Бруто производња | Тип реактора    | Статус     | Почетак градње | Прва мрежна синхронизација | Инсталација |
| -------------- | ---------- | ---------- | ---------------- | --------------- | ---------- | -------------- | -------------------------- | ----------- |
| Чангјијанг 3   | Хаинан     | 1.000 MW   | 1.180 MW         | Хуалонг-1 (PWR) | одобрен    | -              |                            |             |
| Чангјијанг 4   | Хаинан     | 1.000 MW   | 1.180 MW         | Хуалонг-1 (PWR) | одобрен    | -              |                            |             |
| Фангченгганг 3 | Гуангси    | 1.000 MW   | 1.180 MW         | Хуалонг-1 (PWR) | У изградњи | 24. 12. 2015   |                            |             |
| Фангченгганг 3 | Гуангси    | 1.000 MW   | 1.180 MW         | Хуалонг-1 (PWR) | У изградњи | 23. 12. 2016   |                            |             |
| Фућинг 5       | Фућијан    | 1.000 MW   | 1.150 MW         | Хуалонг-1 (PWR) | У функцији | 5. 2015        | 27. 11. 2020               | 30. 1. 2021 |
| Фућинг 6       | Фућијан    | 1.000 MW   | 1.150 MW         | Хуалонг-1 (PWR) | У изградњи | 12. 2015       |                            |             |
| Санао 1        | Џeјианг    | 1.080 MW   | 1.150 MW         | Хуалонг-1 (PWR) | У изградњи | 31. 12. 2020   |                            |             |
| Санао 2        | Џeјианг    | 1.080 MW   | 1.150 MW         | Хуалонг-1 (PWR) | одобрен    | -              |                            |             |
| Џангхоу 1      | Фућијан    | 1.126 MW   | 1.212 MW         | Хуалонг-1 (PWR) | У изградњи | 16. 10. 2019   |                            |             |
| Џангхоу 2      | Фућијан    | 1.126 MW   | 1.212 MW         | Хуалонг-1 (PWR) | У изградњи | 4. 9. 2020     |                            |             |

Табела 2 - Први инсталирани нуклеарни реактори Хуалон један у НЕ Фућинг
| Јединица | Тип / Модел         | Почетак изградње  | Почетак рада       | Напомена             |
| -------- | ------------------- | ----------------- | ------------------ | -------------------- |
| Фаза I   |                     |                   |                    |                      |
| Фућинг 1 | PWR / CNP-1000      | 21. новембар 2008 | 22. новембар 2014  | [ 9 ]                |
| Фућинг 2 | PWR / CNP-1000      | 17. јун 2009      | 16. октобар 2015   | [ 10 ] [ 11 ]        |
| Фаза II  |                     |                   |                    |                      |
| Фућинг 3 | PWR / CNP-1000      | 31 децембар 2010  | 24. октобар 2016   | [ 12 ] [ 13 ] [ 14 ] |
| Фућинг 4 | PWR / CNP-1000      | 17. новембар 2012 | 17. септембар 2017 | [ 15 ]               |
| Фућинг 5 | PWR / Хуалонг један | 7. мај 2015       | 27. новембар 2020  | [ 16 ]               |
| Фућинг 6 | PWR / Хуалонг један | 22. децембар 2015 | (2021)             | [ 17 ]               |

## Техничке карактеристике
„Хуалонг један” је технологија нуклеарне енергије треће генерације са потпуно независним кинеским правима интелектуалне својине и један од најприхваћенијих нуклеарних реактора на светском тржишту нуклеарне енергије.
Свака јединица „Хуалонг један” може да:
- произведе око 10 милијарди киловат-сати електричне енергије годишње.[а] * смањи употребе угља за 3,12 милиона тона годишње,
- смањи емисију угљен-диоксида у количини од 8,16 милиона тона годишње.

Сва основна опрема у потпуности је произведена у Кини. Стопа локализације опреме је достигла 88% и све је спремно за серијску производњу ове врсте опреме.
Нуклеарни реактор има топлотну снагу од 3.050 МВ са 177 горивних елемената. Има електричну ефикасност од приближно 36%, што резултује нето снагом од око 1090 МВ. Електрана је погодна како за основни режим тако и за праћење оптерећења и пројектована је за животни век од 60 година. Циклус замене горивог елемента је 18 месеци.
Реактор треба да поднесе земљотресе убрзањем до 0,3 г и опремљен је двоструком заштитом од пада авиона. Како већи инциденти не би ескалирали, електрана је опремљена комбинацијом активних и пасивних механизама за одвођење топлоте, што значи да оперативни тим не мора директно да интервенише до 30 минута, а електрана до 3 дана (72 часа) могу издржати без помоћи споља.
Трошкови изградње
Циљни трошкови изградње на домаћем тржишту Кине су 2.800-3.000  УСД/кВ, мада се процене крећу и до 3.500 УСД/кВ. Према подацима ЦГН, ЦАПЕКС ако би се реактоли производли серијски, њихова изградња износила би 2.650 УСД/кВ), што је јако ниско у поређењу са 13.000 УСД/кВ колико кошта изградња реактора друге генерације.

## Значај
Комерцијална употреба нуклеарног реактора „Хуалонг један” од великог је значаја за оптимизацију кинеске енергетске структуре, која подразумева ниску емисију угљеника и утицаће нa постизање  максимума смањења емисије угљен-диоксида пре 2030. године.
Нуклеарна јединица број 5 која се налази у граду Фућинг у провинцији Фуђјен у саставу је Националне нуклеарне корпорације Кине (CNNC), и са постојећом мрежом има за циљ да обезбеди Кини позицију у самом врху нуклеарне технологије треће генерације у свету, поред САД, Француске и Русије.